# Tarista cacalis
Tarista cacalis là một loài bướm đêm trong họ Noctuidae.